# Macroglossum nox
Macroglossum nox är en fjärilsart som beskrevs av Newman 1857. Macroglossum nox ingår i släktet Macroglossum och familjen svärmare. Inga underarter finns listade i Catalogue of Life.